# Носовые гласные
Носовые гла́сные — гласные, при артикуляции которых воздух идёт не только через ротовую полость, но и через носовую. Образуются при опущенном мягком нёбе, в результате чего полость носа действует как дополнительный резонатор. Противопоставлены ротовым (оральным, чистым, простым) гласным, образующимся при поднятом мягком нёбе, что исключает участие полости носа в их артикуляции.

## Примеры
Наиболее ярким примером является французский язык, где присутствуют четыре носовых гласных: [ɛ̃], [ɑ̃], [ɔ̃] и [œ̃].
Носовые гласные были и в славянских языках. Так, например, в старославянском языке они обозначались специальными буквами — юсами ѫ (о носовое) и ѧ (э носовое). Сейчас носовые гласные есть только у лехитских языков. Отличительная особенность польской артикуляции носовых — запаздывание носового призвука относительно основного звука, в то время как во французском они произносятся одновременно.

## Носовые гласные в вокализме языков мира
- Африкаанс
- Бежтинский язык
- Полабский язык
- Польский язык
- Кашубский язык
- Португальский язык
- Старославянский язык
- Тайваньский хокло
- Французский язык
- Фризский язык
- Эльвдальский язык (диалект)